# کارلو کودیچینی
کارلو کودیچینی (به ایتالیایی: Carlo Cudicini) (زاده ۶ سپتامبر ۱۹۷۳ در میلان) دروازه‌بان سابق ایتالیایی است. وی در تیم‌های مطرح بسیاری مانند لاتزیو و چلسی بازی کرده‌است. او پسر فابیو کودیچینی بازیکن سابق آ.ث. میلان است.